# Declaração de Murayama
A Declaração de Murayama (村山談話, Murayama Danwa) foi uma declaração política divulgada pelo ex-primeiro-ministro do Japão Tomiichi Murayama em 15 de agosto de 1995, oficialmente intitulada "Por ocasião do 50º aniversário do fim da guerra" (戦後50周年の終戦記念日にあたっての村山内閣総理大臣談話, Sengo 50 Shūnen no Shūsen Kinenbi Niatatte no Murayama Naikaku-sōri-daijin Danwa).
Sintetizou a posição do governo japonês sobre o reconhecimento histórico e a reconciliação com a Ásia e outras nações submetidas ao colonialismo japonês, envolvendo principalmente China, Coréia, Cingapura e o resto do Sudeste Asiático.
Reconheceu os julgamentos dos tribunais de guerra prescritos no Artigo 11 do Tratado de Paz de São Francisco. Desta forma, a Declaração de Murayama desempenhou um papel significativo tanto na reconciliação das questões de guerra quanto na mudança na percepção doméstica e internacional do Japão.

## A Declaração
A tradução da Declaração é a seguinte:
"O mundo viu cinquenta anos se passarem desde que a guerra acabou. Agora, quando me lembro das muitas pessoas, tanto em casa quanto no exterior, que foram vítimas da guerra, meu coração é dominado por uma enxurrada de emoções.
A paz e a prosperidade de hoje foram construídas quando o Japão superou grandes dificuldades para sair de uma terra devastada após a derrota na guerra. Essa conquista é algo de que nos orgulhamos, e deixe-me aqui expressar minha sincera admiração pela sabedoria e esforço incansável de cada um de nossos cidadãos. Permitam-me também expressar mais uma vez minha profunda gratidão pelo indispensável apoio e assistência prestados ao Japão pelos países do mundo, começando pelos Estados Unidos da América. Também estou encantado por termos conseguido construir as relações amistosas que hoje mantemos com os países vizinhos da região da Ásia-Pacífico, os Estados Unidos e os países da Europa.
Agora que o Japão passou a desfrutar de paz e abundância, tendemos a ignorar o valor inestimável e as bênçãos da paz. Nossa tarefa é transmitir às gerações mais jovens os horrores da guerra, para que nunca repitamos os erros de nossa história. Acredito que, ao darmos as mãos, especialmente com os povos dos países vizinhos, para garantir a verdadeira paz na região da Ásia-Pacífico - na verdade, em todo o mundo - é necessário, mais do que qualquer outra coisa, que promovamos relações com todos países com base em profunda compreensão e confiança. Guiado por esta convicção, o Governo lançou a Iniciativa de Paz, Amizade e Intercâmbio, que consiste em duas partes promovendo: apoio à pesquisa histórica sobre as relações na era moderna entre o Japão e os países vizinhos da Ásia e outros lugares; e rápida expansão do intercâmbio com esses países.
Agora, nesta ocasião histórica do 50º aniversário do fim da guerra, devemos ter em mente que devemos olhar para o passado para aprender com as lições da história e garantir que não nos desviemos do caminho para a paz e a prosperidade da sociedade humana no futuro.
Durante um certo período no passado não muito distante, o Japão, seguindo uma política nacional equivocada, avançou no caminho da guerra, apenas para envolver o povo japonês em uma crise fatídica e, por meio de seu domínio colonial e agressão, causou enormes danos e sofrimento para as pessoas de muitos países, particularmente para as nações asiáticas. Na esperança de que tal erro não seja cometido no futuro, considero, com espírito de humildade, esses fatos irrefutáveis da história, e expresso aqui mais uma vez meus sentimentos de profundo remorso e apresento minhas sinceras desculpas. Permitam-me também expressar meus sentimentos de profundo luto por todas as vítimas, tanto no país como no exterior, dessa história.
Com base em nosso profundo remorso nesta ocasião do 50º aniversário do fim da guerra, o Japão deve eliminar o nacionalismo hipócrita, promover a coordenação internacional como um membro responsável da comunidade internacional e, assim, promover os princípios da paz e da democracia. Ao mesmo tempo, como o único país que experimentou a devastação do bombardeio atômico, o Japão, com vistas à eliminação final de armas nucleares, deve se esforçar ativamente para promover o desarmamento global em áreas como o fortalecimento da não-proliferação nuclear regime. É minha convicção que apenas dessa maneira o Japão pode expiar seu passado e dar descanso aos espíritos daqueles que pereceram.

Diz-se que se pode confiar na boa fé. E assim, neste momento de lembrança, declaro ao povo do Japão e do exterior minha intenção de fazer da boa-fé o fundamento de nossa política governamental, e este é meu voto."